# Arc electric
Un arc electric este o descărcare electrică continuă produsă într-un mediu gazos. Se poate produce prin apropierea cablurilor de înaltă tensiune deoarece prin acestea trece o tensiune electrică suficient de mare pentru a cauza acest fenomen. 
Arcul electric mai poate fi întâlnit la aparatele de sudură, la aprinzătoarele piezoelectrice dar și la armele de tip Taser.
Poate fi folosit pentru producerea unor reacții chimice de sinteză, de exemplu pentru acetilenă etc.